# In Oblivion
In Oblivion ist eine 2009 gegründete Funeral-Doom-Band.

## Geschichte
Justin Buller initiierte In Oblivion 2009 noch während seiner Highschool-Zeit im texanischen Austin. Zu Beginn entstanden nur lose Ideen und Skizzen die Buller allein arrangierte. Bis circa 2014 entwickelte er seine kompositorischen und musikalisch-handwerklichen Fähigkeiten und formte mit dem Gitarristen Ciaran McCloskey, dem Bassisten Andy Gonzales, dem Schlagzeuger Shane Elwell und der Keyboarderin Ryoko Minowa ein stabiles Bandgefüge. Als Band spielte In Oblivion eine selbstbetitelte EP ein, die noch 2015 über Endless Winter veröffentlicht wurde.
Nach dem Erscheinen der EP vergingen drei Jahre, in denen Andy Gonzales die Gruppe verließ und durch Jake Holmes ersetzt wurde. In der neuen Besetzung veröffentlichte In Oblivion das Album Memories Engraved in Stone über Endless Winter. Das Album wurde durchschnittlich bis positiv aufgenommen. Ian Morrissey vom Webzine Doom-Metal.com schrieb, dass er es „bezweifle, dass sich jemand sich darin verliebt,“ er allerdings ebenso „überrascht wäre, wenn es jemand verachten würde.“ Anders urteilte der Rezensent Vlakorados für das italienische Webzine Aristokrazia, dem zufolge Memories Engraved in Stone „ein großartiges Beispiel für Funeral Doom“  sei und das Album jedwede „Liebhaber des Genres zufriedenstelle“ würde. Zwei Jahre nach der Veröffentlichung des Albums erschien die EP Oblivion, die die Band als Download in Kooperation mit Black Lion Records herausgab. Die wieder veränderte Band bewarb mit dem Download das, in Kooperation mit dem neuen Label, geplante neue Album, das noch im gleichen Jahr erscheinen sollte. Minowa und Elwell hatten In Oblivion in der Zwischenzeit verlassen. Als Schlagzeuger stieß Adrian Voorhies zur Band. Die Position der ausgeschiedenen Keyboarderin übernahm Buller selbst.

## Stil
Die von In Oblivion gespielte Musik wird dem Funeral Doom zugeordnet. Dabei wird die Band als einer der melodischen und atmosphärischen Interpreten des Genres begriffen. Die Kompositionen der Gruppe gelten als ausgesprochen lang und zielen über den Einsatz der Synthesizer auf die Schaffung „eines dunkelromantischen Gefühls“. Dies solle sich von den Funeral-typischen „grimmigen und schweren Phasen“, die ebenfalls Teil der Musik sind, abheben. Zum einordnenden Vergleich wird auf „Aphonic Threnody und ähnlichen Bands“ verwiesen.
Der Gesang gilt als dominant und in den Vordergrund der Musik gestellt. Er variiert zwischen verschiedenen Formen des Growlings und wird von einem dem Black Metal nahen in den Hintergrund gemischten Schreigesang begleitet. Sowohl das Gitarren- als auch das Synthesizerspiel werden als „druck- und kraftvoll“ wahrgenommen. Dabei sind beide Instrumente in einem dialogischen Wechsel miteinander arrangiert. Der Rhythmus der Musik ist Genretypisch träge, verfügt allerdings über eine, gelegentlich bis in das Tempo des Death Metal vordringende, Dynamik.

## Diskografie
- 2015: In Oblivion (EP, Endless Winter)
- 2018: Memories Engraved in Stone (Album, Endless Winter)
- 2020: Oblivion (Download-EP, Black Lion Records)